# Princes
Princes is een nummer van de Belgische eenmansband Oscar and the Wolf uit 2014. Het is de eerste single van zijn debuutalbum Entity.
"Princes" werd de eerste hit voor Oscar and the Wolf in België. Het nummer bereikte een bescheiden 18e positie in de Vlaamse Ultratop 50. Met opvolger Strange Entity werd het succes later in 2014 overtroffen.

## Tracklijst
- Muziekdownload

1. "Princes" - 3:53